# Shake (logiciel)
Pour les articles homonymes, voir Shake.
Shake est un logiciel de composition d'images utilisé dans l'industrie de la post-production développé par Nothing Real (en) pour Windows et racheté par la suite par Apple Inc.. Shake a notamment été utilisé dans les effets visuels et le compositage numérique pour les films, les vidéos et les publicités.
Shake 4 était disponible pour Mac OS X et Linux. La prise en charge de Microsoft Windows et d'IRIX a été abandonnée dans les versions précédentes,.
Le 30 juillet 2009, Apple a mis fin à l'utilisation de Shake,. Apple n'a pas annoncé de produit de remplacement direct, mais certaines fonctionnalités sont désormais disponibles dans Final Cut Studio et Apple Motion, telles que le filtre SmoothCam (en).

## Utilisations
Shake a été utilisé pour des films tels que Le Seigneur des anneaux et King Kong de Peter Jackson, ainsi que les films Harry Potter et Cloverfield.